# 猪狩祐真
猪狩 祐真（いがり ゆうま、2003年3月3日 - ）は、神奈川県出身のプロサッカー選手。Jリーグ・ジェフユナイテッド市原・千葉所属。ポジションはミッドフィールダー。

## 来歴
兄の影響でサッカーを始める。小学5年生時、川崎フロンターレの下部組織に入団。
その後日本大学藤沢高校、産業能率大学と進み、2024年5月17日、2024年の特別指定選手認定と2025シーズンよりジェフユナイテッド市原・千葉へ加入することが発表された。

## 所属クラブ
- 川崎フロンターレ U-12
- 川崎フロンターレ U-15
- 日本大学藤沢高等学校
- 産業能率大学
- 2024年  ジェフユナイテッド市原・千葉 (特別指定選手)
- 2025年 -  ジェフユナイテッド市原・千葉

## 個人成績
| 国内大会個人成績 | 国内大会個人成績 | 国内大会個人成績 | 国内大会個人成績 | 国内大会個人成績 | 国内大会個人成績 | 国内大会個人成績 | 国内大会個人成績 | 国内大会個人成績 | 国内大会個人成績 | 国内大会個人成績 | 国内大会個人成績 |
| 年度             | クラブ           | 背番号           | リーグ           | リーグ戦         | リーグ戦         | リーグ杯         | リーグ杯         | オープン杯       | オープン杯       | 期間通算         | 期間通算         |
| 年度             | クラブ           | 背番号           | リーグ           | 出場             | 得点             | 出場             | 得点             | 出場             | 得点             | 出場             | 得点             |
| 日本             | 日本             | 日本             | 日本             | リーグ戦         | リーグ戦         | リーグ杯         | リーグ杯         | 天皇杯           | 天皇杯           | 期間通算         | 期間通算         |
| ---------------- | ---------------- | ---------------- | ---------------- | ---------------- | ---------------- | ---------------- | ---------------- | ---------------- | ---------------- | ---------------- | ---------------- |
| 2025             | 千葉             | 33               | J2               |                  |                  |                  |                  |                  |                  |                  |                  |
| 通算             | 日本             | 日本             | J2               |                  |                  |                  |                  |                  |                  |                  |                  |
| 総通算           |                  |                  |                  |                  |                  |                  |                  |                  |                  |                  |                  |

- 2024年は特別指定選手（出場なし）

## タイトル

### 個人
- 関東大学サッカーリーグ2部 ベストイレブン (2023年)